# 拝啓総理大臣様
『拝啓総理大臣様』（はいけいそうりだいじんさま）は、 松竹製作による1964年の喜劇映画。渥美清・壷井文子・長門裕之主演。『拝啓天皇陛下様』『続・拝啓天皇陛下様』に続く『拝啓』シリーズ三部作の最終章。
前二作は原作として棟田博がクレジットされたが、本作ではクレジットされず。前二作とは無関係のオリジナル脚本となっている。前二作の戦場の話ではなく、渥美清は売れない上方漫才師の設定で、全編関西弁を話す。

## ストーリー
混血の村瀬アヤ子（壷井文子）は、菰田うめ（宮城まり子）の死んだ妹の娘といわれて育ち（実はうめの実子）、祖母が死んで身寄りがなくなり、うめを頼って京都から上京し、菰田家が住む羽田の木造アパートに転がり込む。
「東京ムーランとルージュ」という夫婦で漫才コンビを組む、東京ムーラン（長門裕之）と東京ルージュ（横山道代）は、「拝啓総理大臣様」という時事漫才で週刊誌の表紙を飾るほどの人気だが、ムーランの懲りない浮気で喧嘩ばかりしている。
一方、以前ムーランとコンビを組んでいた鶴川角丸（渥美）は、師匠の死をきっかけに大阪から上京し、漫才で再起を目指す。角丸は東京でアヤ子と「鶴川角丸ボタン」というコンビを組む。しかし、ムーランが妻とのコンビを解消したことから、アヤ子と離れてかつての相方・ムーランとコンビを組み直した。ムーランとの再起初演では、日本の東西のお国自慢をテーマにした「ニッポン三十八度線」という演目を演じる。だがテレビ出演で極度に緊張した角丸の失態ですぐコンビ解消となり、再びアヤ子と組むこととなった。
ラスト近くでは角丸が「総理大臣イモを喰え」と口にする。
終幕は「こんにちは赤ちゃん」を合唱しながら劇中に登場した庶民を次々に映し、「拝啓 総理大臣様 この人達があなたを選んだのです 敬具」とテロップが出て、ラストは国会議事堂をバックに『拝啓総理大臣様 終』で締める。

## 出演
- 鶴川角丸：渥美清
- 村瀬アヤ子：壷井文子
- 東京ムーラン：長門裕之
- 東京ルージュ：横山道代
- 杉本のり子：原知佐子
- 杉本信一：山本圭
- 菰田三五郎：加藤嘉
- 菰田うめ：宮城まり子
- 菰田たつ子：千石規子
- ルージュの父・藤原：三津田健
- 座長梅五郎：山路義人
- 頭取徳さん：明石潮
- 交通係重山：穂積隆信
- 中央芸能社長：中村是好
- 酔っぱらいの客：上田吉二郎
- 浴場主任松本：花澤徳衛
- 労災病院医者：玉川伊佐男
- 漫才師：ミス・ワカサ
- 漫才師：島ひろし

## スタッフ
- 脚本・監督：野村芳太郎
- 製作：杉崎重美
- 撮影：川又昻
- 音楽：野村芳太郎
- 美術：宇野耕司
- 録音：栗田周十郎
- 照明：三浦礼
- 編集：浜村義康

## 製作
『週刊読売』1964年4月12日号には「併映『いいかげん馬鹿』ともシリーズもので安全性をねらった企画。『拝啓総理大臣様』は渥美・壷井の漫才師が、暮らし向きの不満をおおいに総理大臣に訴えようというねらい。新人の壷井は今井正の名作『キクとイサム』に出演した黒人と日本人の混血児。渥美は自分より大きい壷井を相手に、泣き笑いの演技を見せる」と書かれている。
主舞台となる羽田近辺で多くのロケが行われている。21世紀には同地で見られなくなった砂浜が広がる海岸線などが出る。劇中には海岸線に建つ計画の工場への反対運動も描かれている。
飛行機で上空から京急旧羽田空港駅（現在の天空橋駅）を見下ろし、駅前に視点を移して大きな看板の下に飯屋や一杯飲み屋がある風景が映る。その他、東京労災病院、小田急中央林間駅、神奈川身体障害者職業訓練所などが出る。
製作された時代の制約で、混血や各種の身体障害者に対して、21世紀では差別的とされる言葉も使用されている。

## 同時上映
『いいかげん馬鹿』
- 主演：ハナ肇 / 監督：山田洋次 / 脚本：山田洋次・熊谷勲・大嶺俊順